# Hash marks
Hash marks, linie kreskowe – pojęcie w futbolu amerykańskim określające dwa rzędy kresek namalowanych w środkowej części boiska, równoległych do linii bocznych.
Kreski są krótkimi liniami służącymi do wyznaczania pojedynczych jardów odległości pomiędzy liniami jardów, które wymalowane są co 5 jardów długości pola i przecinają całą szerokość boiska.
Wszystkie gry wznawia się z linii kreskowych: bezpośrednio na kreskach lub pomiędzy nimi.